# Justin Bonomo
Justin Bonomo (* 30. September 1985 in Fairfax, Virginia) ist ein professioneller US-amerikanischer Pokerspieler.
Bonomo gilt als einer der besten Turnierspieler der Welt. Er hat sich mit Poker bei Live-Turnieren knapp 63,5 Millionen US-Dollar erspielt und ist damit der zweiterfolgreichste Pokerspieler nach Turnierpreisgeldern. Er begann mit Onlinepoker und spielt seit 2009 Livepoker. Seine ersten großen Erfolge waren der Sieg beim Super High Roller der European Poker Tour 2012 in Monte-Carlo sowie der Gewinn eines Bracelets bei der World Series of Poker 2014 am Las Vegas Strip. Im Jahr 2018 gewann der Amerikaner mit den Super High Roller Bowls in Macau und am Las Vegas Strip sowie dem Big One for One Drop der World Series of Poker drei der vier teuersten Pokerturniere des Jahres und sicherte sich bei der Heads-Up Championship ein weiteres Bracelet. 2019 wurde er als einer der 50 besten Spieler der Pokergeschichte genannt.

## Persönliches
Bonomo wuchs in seiner Geburtsstadt Fairfax, einem Vorort von Washington, D.C., auf. Er begann im Alter von acht Jahren mit Magic: The Gathering und reiste bereits als Zwölfjähriger durch die Vereinigten Staaten und Europa, um an Turnieren des Sammelkartenspiels teilzunehmen. Er studierte ein Semester an der University of Maryland in College Park. Später moderierte Bonomo auf PokerRoad.com, unter anderem mit Daniel Negreanu, seine eigene Radioshow. Der Amerikaner lebt polyamor. Er ist Botschafter des an den Prinzipien des Effektiven Altruismus orientierten Charity-Projekts Raising for Effective Giving, das von den Pokerspielern Liv Boeree, Igor Kurganow und Philipp Gruissem ins Leben gerufen wurde. Bonomo lebt in Vancouver.

## Pokerkarriere

### Online
Als Bonomo 16 Jahre alt war, beobachtete er seinen Freund Brock Parker beim Onlinepokern und begann, sich für das Spiel zu interessieren. Bonomo befasste sich mit Pokerbüchern und machte unter dem Nickname ZeeJustin bei Onlinepokerräumen eine Einzahlung von mehreren hundert US-Dollar. Dort spezialisierte er sich nach anfänglichem Spielen von Cash Games auf No Limit Sit-and-Gos und konnte von seinen Gewinnen leben. Im Februar 2006 wurde er auf den Plattformen PokerStars und partypoker gesperrt, da er verbotenerweise mit bis zu sechs Accounts gleichzeitig gespielt hatte. Darüber hinaus wurden mehr als 100.000 US-Dollar seines Guthabens auf den Onlinepokerräumen konfisziert. Im Anschluss entschuldigte sich der Amerikaner und spendete einen Teil seiner Gewinne. Anfang Juni 2020 spielte er auf der Plattform partypoker den Super High Roller Bowl Online, das mit einem Buy-in von 102.000 US-Dollar – gemeinsam mit dem Super High Roller der World Championship of Online Poker im September 2016 auf PokerStars – bisher teuerste Online-Pokerturnier. Bonomo setzte sich gegen 49 andere Spieler durch und sicherte eine Siegprämie von knapp 1,8 Millionen US-Dollar.

### Live

#### 2005–2011: Anfänge
Bonomo spielte im Januar 2005 sein erstes größeres Live-Turnier und platzierte sich beim Main Event des PokerStars Caribbean Adventures (PCA) auf den Bahamas in den Geldrängen. Mitte Februar 2005 erreichte der Amerikaner beim Main Event der European Poker Tour (EPT) in Deauville den Finaltisch und wurde damit zum ersten Teenager, der an einem live im Fernsehen übertragenen Pokertisch spielte. Mit Erreichen des 21. Lebensjahres durfte er ab September 2006 auch an Live-Turnieren in den Vereinigten Staaten teilnehmen. Seinen ersten größeren Gewinn sicherte er sich im Dezember 2006 beim Main Event der World Poker Tour (WPT) im Hotel Bellagio am Las Vegas Strip, bei dem er den siebten Platz belegte und damit mehr als 150.000 US-Dollar Preisgeld gewann. Im Juni 2007 war er erstmals bei der World Series of Poker (WSOP) im Rio All-Suite Hotel and Casino am Las Vegas Strip erfolgreich und landete bei drei Events im Geld. Sein mit Abstand höchstes Preisgeld von rund 150.000 US-Dollar erhielt er dabei für den vierten Platz bei einem Turnier der Variante No Limit Hold’em. Ende Oktober 2007 wurde Bonomo beim Championship Event des Caesars Palace Classic Fünfter für mehr als 160.000 US-Dollar.

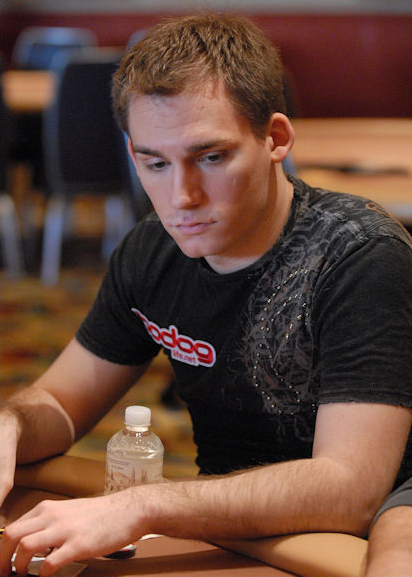
Bonomo beim Five Diamond World Poker Classic im Dezember 2008

Bei der WSOP 2008 cashte er zweimal und belegte bei einem Hold’em-Event mit gemischten Limits den zweiten Platz hinter Erick Lindgren für rund 230.000 US-Dollar Preisgeld. Ende April 2009 gewann der Amerikaner mit dem Championship Event des WSOP-Circuitturniers im Caesars Palace sein erstes Live-Turnier und erhielt neben einem Circuitring eine Siegprämie von knapp 230.000 US-Dollar. Im Mai 2009 wurde er beim 40.000 US-Dollar teuren Jubiläumsturnier zur 40. Austragung der World Series of Poker Fünfter und erhielt sein bis dahin höchstes Preisgeld von mehr als 400.000 US-Dollar. Bei der gleichen Turnierserie cashte er rund einen Monat auch erstmals beim WSOP-Main-Event. Im Mai 2011 belegte Bonomo beim Super High Roller der WPT im Bellagio den fünften Platz für rund 225.000 US-Dollar. Bei der WSOP 2011 erreichte er einen Finaltisch in der Variante Limit 2-7 Triple Draw und wurde hinter Lenny Martin Zweiter für knapp 120.000 US-Dollar.
Insgesamt hatte Bonomo bis Jahresende 2011 Live-Turniergewinne von knapp 3 Millionen US-Dollar aufzuweisen.

#### 2012–2017: Sieg beim EPT Super High Roller und erstes Bracelet

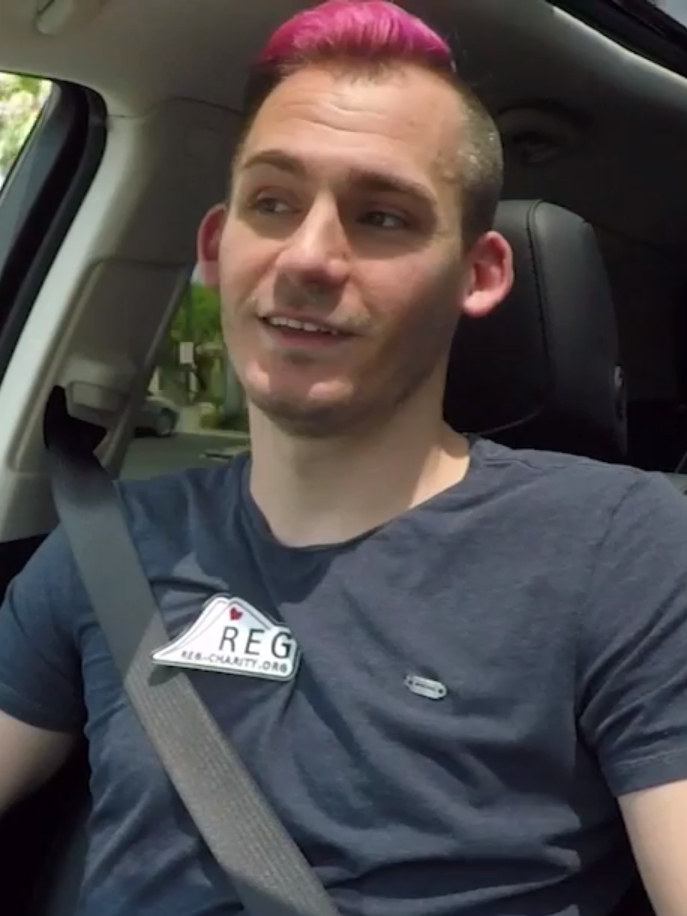
Bonomo während der WSOP 2017

Im April 2012 siegte der Amerikaner beim Super-High-Roller-Event der EPT in Monte-Carlo mit einer Siegprämie von 1,64 Millionen Euro. Beim Championship Event der Seminole Hard Rock Poker Open belegte er Ende August 2013 in Hollywood, Florida, den zweiten Platz und gewann damit erneut mehr als eine Million US-Dollar Preisgeld. Bei der WSOP 2014 wurde Bonomo, wie schon 2012, bei einem Event in Limit 2-7 Triple Draw Zweiter für rund 220.000 US-Dollar. Vier Tage später gewann er bei einem Turnier in Six Handed No Limit Hold’em sein erstes Bracelet sowie rund 450.000 US-Dollar Siegprämie. Ende Januar 2015 wurde er bei der A$100.000 Challenge der Aussie Millions Poker Championship in Melbourne Vierter für 800.000 Australische Dollar, zu diesem Zeitpunkt umgerechnet rund 630.000 US-Dollar. Im Februar 2016 gewann der Amerikaner das Aria High Roller im Aria Resort & Casino am Las Vegas Strip mit einer Siegprämie von knapp 400.000 US-Dollar. An gleicher Stelle wurde er Anfang Juni 2016 hinter Cary Katz Zweiter beim Aria Super High Roller für mehr als 550.000 US-Dollar. Bei der WSOP 2016 belegte Bonomo bei den Championship-Events der Varianten Six Handed No Limit Hold’em sowie Seven Card Stud Hi-Lo Split-8 or Better jeweils den dritten Platz für Preisgelder von über 400.000 US-Dollar. Anschließend wurde er bei der Poker Player’s Championship Zweiter hinter Brian Rast und kassierte dafür weitere 800.000 US-Dollar. Anfang November 2016 landete der Amerikaner beim Super High Roller der Asia Championship of Poker in Macau hinter Yuan Li auf dem zweiten Platz für umgerechnet mehr als 720.000 US-Dollar. Anfang Dezember 2016 saß er am Finaltisch des WPT-Main-Events im Bellagio und erhielt für seinen fünften Platz knapp 350.000 US-Dollar. Am 30. Dezember 2016 belegte Bonomo beim Aria Super High Roller den zweiten Platz für 639.000 US-Dollar. Ebenfalls den zweiten Rang bei diesem Turnier belegte er am 4. Februar 2017 und erhielt dafür 420.000 US-Dollar. Anfang April 2017 wurde der Amerikaner beim High Roller des Seminole Hard Rock Poker Showdown erneut Zweiter hinter Jason Mercier und sicherte sich damit 556.800 US-Dollar Preisgeld. Ende Mai 2017 gewann Bonomo innerhalb von drei Tagen das erste Aria 10K sowie das Aria Super High Roller 18 und damit knapp eine Million US-Dollar. Anschließend erreichte er beim teuersten Event des Jahres, dem Super High Roller Bowl im Aria Resort & Casino mit einem Buy-in von 300.000 US-Dollar, den Finaltisch und beendete das Turnier auf dem siebten Platz für 600.000 US-Dollar Preisgeld. Im September 2017 cashte der Amerikaner bei zwei Events der erstmals ausgetragenen Poker Masters und landete mit Preisgeldern von 391.500 US-Dollar auf dem zwölften Platz beim Rennen um das Poker Masters Purple Jacket™.
Insgesamt hatte Bonomo bis Jahresende 2017 Live-Turniergewinne von rund 18 Millionen US-Dollar aufzuweisen. Er belegte bei der Rangliste des Global Poker Index Player of the Year 2016 hinter David Peters und Fedor Holz den dritten Platz. Von April bis November 2016 spielte der Amerikaner als Teil der London Royals in der Global Poker League und kam mit seinem Team bis in die Playoffs.

#### 2018: Zwei Bracelets und erstmaliger Sprung auf Platz 1 der Geldrangliste
Anfang Januar 2018 wurde Bonomo auf den Bahamas beim Super High Roller des PCA hinter Cary Katz Zweiter für mehr als eine Million US-Dollar. Gut zwei Wochen später gewann er das High Roller der Lucky Hearts Poker Open in Hollywood, Florida, mit einer Siegprämie von über 550.000 US-Dollar. Im März 2018 setzte sich der Amerikaner beim Super High Roller Bowl China in Macau gegen ein Feld von 75 Teilnehmern durch und erhielt eine Siegprämie von umgerechnet knapp 5 Millionen US-Dollar. Bei der EPT Monte-Carlo erreichte Bonomo Ende April 2018 den Finaltisch des €100k Super High Roller und €50k High Roller und gewann am 1. und 3. Mai 2018 beide eintägigen €25k High Roller für Preisgelder von über 1,25 Millionen Euro. Ende Mai 2018 gewann der Amerikaner auch den Super High Roller Bowl am Las Vegas Strip. Dafür besiegte er 47 andere Spieler und erhielt eine Siegprämie von 5 Millionen US-Dollar, die ihn vorbei an Antonio Esfandiari und Daniel Colman auf Platz drei der All Time Money List springen ließ. Bei der WSOP 2018 gewann Bonomo die Heads-Up Championship. Dafür setzte er sich in sieben Duellen durch und erhielt neben der Siegprämie von rund 185.000 US-Dollar sein zweites Bracelet. Mitte Juli 2018 spielte Bonomo auch das mit einem Buy-in von einer Million US-Dollar teuerste Event auf dem WSOP-Turnierplan und teuerste Turnier des Jahres. Beim Big One for One Drop erreichte er den Finaltisch und gewann das Turnier nach Heads-Up gegen Fedor Holz. Der Amerikaner erhielt durch den Triumph sein drittes Bracelet und setzte sich aufgrund der Siegprämie von 10 Millionen US-Dollar auf den ersten Platz der All Time Money List, den er bis August 2019 hielt. Diese Leistung wurde Anfang April 2019 bei den Global Poker Awards als Moment of the Year 2018 ausgezeichnet.
Bonomos Live-Turniergewinne im Jahr 2018 lagen insgesamt bei knapp 25,5 Millionen US-Dollar, womit er sich das mit Abstand meiste Preisgeld aller Pokerspieler erspielte und seine Gesamtgewinne auf knapp 43,5 Millionen US-Dollar schraubte. Damit stellte er einen neuen Rekord für Turniergewinne innerhalb eines Jahres auf und übertraf bereits Mitte Juli die bisherige Rekordmarke von 22,3 Millionen US-Dollar, die Daniel Colman im Jahr 2014 gewonnen hatte. Im Ranking des Global Poker Index Player of the Year 2018 belegte der Amerikaner am Jahresende den vierten Platz.

#### Seit 2019: Zwei Titel bei der Triton Poker Series
Anfang März 2019 gewann Bonomo das Auftaktturnier der Triton Poker Series im südkoreanischen Jeju-do, das in No Limit Hold’em Short Deck Ante-Only gespielt wurde, und sicherte sich eine Siegprämie von umgerechnet knapp 600.000 US-Dollar. Im Rahmen der 50. Austragung der World Series of Poker wurde er im Juni 2019 als einer der 50 besten Spieler der Pokergeschichte genannt. Im August 2019 setzte sich der Amerikaner beim mit Short Deck gespielten Main Event der Triton Series in London durch und erhielt den Hauptpreis von umgerechnet mehr als 3,2 Millionen US-Dollar. Wenige Tage später belegte er bei einem weiteren Event der Turnierserie den zweiten Platz, der mit umgerechnet mehr als 4,1 Millionen US-Dollar dotiert war. Mitte November 2019 belegte Bonomo beim Super High Roller Bowl Bahamas den mit 510.000 US-Dollar dotierten achten Platz. Beim Super High Roller Bowl VI Ende September 2021 wurde er Zweiter und erhielt knapp 1,9 Millionen US-Dollar. Auch beim 50.000 US-Dollar teuren High-Roller-Event der WSOP 2021 belegte er rund drei Wochen später den zweiten Platz und sicherte sich 700.000 US-Dollar. Anfang Dezember 2021 gewann Bonomo im Hotel Bellagio ein 100.000 US-Dollar teures High Roller und erhielt aufgrund eines Deals mit Jason Koon knapp 930.000 US-Dollar, womit er die Führung der All Time Money List wieder für zwei Monate von Bryn Kenney übernahm. Ab Juli 2022 war Bonomo aufgrund mehrerer Geldplatzierungen am Las Vegas Strip wieder der erfolgreichste Spieler nach Turnierpreisgeldern, ehe er im August 2023 erneut von Kenney überholt wurde.

#### Preisgeldübersicht
Bonomo erreichte Anfang Juni 2016 die Marke von 10 Millionen US-Dollar an Live-Turnierpreisgeldern. Im Februar 2018 übertrafen seine Gewinne 20 Millionen US-Dollar. Am 17. Juli 2018 erreichte er als erster Pokerspieler überhaupt eine Preisgeldsumme von über 40 Millionen US-Dollar und war anschließend bis August 2019 der erfolgreichste Pokerspieler weltweit, ehe er von Bryn Kenney abgelöst wurde. Von Dezember 2021 bis Februar 2022 führte Bonomo dieses Ranking mit einer Summe von 57 Millionen US-Dollar erneut an, ehe er kurzzeitig erneut von Kenney überholt wurde. Von Juli 2022 bis August 2023 stand Bonomo wieder an der Spitze und übertraf im Januar 2023 als erster Spieler die Marke von 60 Millionen US-Dollar. Darüber hinaus ist er mit sieben Geldplatzierungen sowie Preisgeldern von über 15 Millionen US-Dollar der erfolgreichste Spieler beim Super High Roller Bowl.
| Jahr   | Preisgeld (in $) | Turniersiege |
| ------ | ---------------- | ------------ |
| 2005   | 56.415           | 0            |
| 2006   | 264.895          | 0            |
| 2007   | 574.850          | 0            |
| 2008   | 627.572          | 1            |
| 2009   | 773.201          | 1            |
| 2010   | 179.696          | 0            |
| 2011   | 415.509          | 0            |
| 2012   | 2.705.213        | 1            |
| 2013   | 1.634.717        | 0            |
| 2014   | 759.201          | 1            |
| 2015   | 1.285.862        | 2            |
| 2016   | 4.228.455        | 2            |
| 2017   | 4.528.569        | 4            |
| 2018   | 25.421.034       | 10           |
| 2019   | 9.800.145        | 3            |
| 2020   | 0                | 0            |
| 2021   | 3.931.413        | 3            |
| 2022   | 1.759.475        | 4            |
| 2023   | 4.352.120        | 2            |
| 2024   | 91.000           | 0            |
| gesamt | 63.389.342       | 34           |

### Braceletübersicht

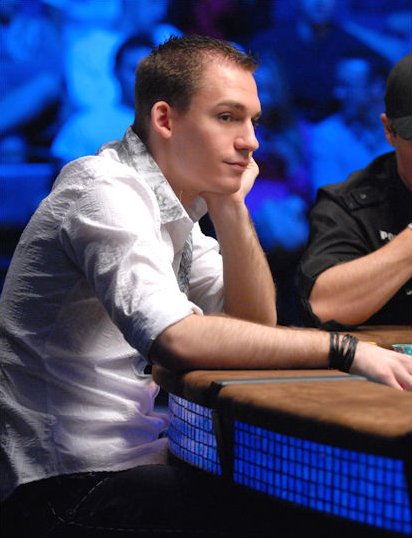
Bonomo bei der WSOP 2008

Bonomo kam bei der WSOP 68-mal ins Geld und gewann drei Bracelets:
| Jahr | Buy-in (in $) | Turnier                                     | Teilnehmer | Preisgeld (in $) |
| ---- | ------------- | ------------------------------------------- | ---------- | ---------------- |
| 2014 | 0.001.500     | No-Limit Hold’em 6-Handed                   | 1587       | 00.449.980       |
| 2018 | 0.010.000     | Heads-Up No-Limit Hold’em Championship      | 0114       | 00.185.965       |
| 2018 | 1.000.000     | The Big One for One Drop – No-Limit Hold’em | 0027       | 10.000.000       |

### Spielweise
Bonomo gilt als aggressiver Spieler, der Pokerhände häufig erneut erhöht (sogenannte 3-Bet) und als Aggressor vor dem Flop auch nach diesem offensiv weiterspielt (sogenannte Continuation Bet, kurz C-Bet). Seine Spielweise wird als sehr diszipliniert beschrieben, da der Amerikaner verschieden starke Hände ähnlich spielt und daher für den Gegner fast unmöglich zu lesen ist.